# الألمانية السويسرية الموحدة
الألمانية السويسرية الموحدة   ( (بالألمانية: Schweizer Standarddeutsch)‏،  أو الألمانية السويسرية العليا   ( (بالألمانية: Schweizer Hochdeutsch)‏  أو Schweizerhochdeutsch )،  المشار إليها بواسطة السويسري باسم Schriftdeutsch، أو Hochdeutsch، هي الشكل المكتوب لإحدى اللغات الرسمية الأربع في سويسرا، إلى جانب الفرنسية والإيطالية والرومانشية. إنها مجموعة متنوعة من الألمانية القياسية، وتستخدم في الجزء الناطق بالألمانية في سويسرا. هو مكتوب بشكل رئيسي، وغالبا ما يتحدث بها.
الألمانية السويسرية الموحدة ليست لهجة الألمانية، ولكن مجموعة متنوعة من الألمانية القياسية. لا ينبغي الخلط بينها وبين الألمانية السويسرية، وهو مصطلح جامع لمختلف اللهجات أليمانية (بمعنى "الأصناف الإقليمية التقليدية") التي هي اللغات اليومية الافتراضية في سويسرا الناطقة بالألمانية.
الألمانية هي لغة متعددة. على النقيض من الأصناف المحلية الأخرى من الألمانية، فإنالألمانية السويسرية القياسية لها ميزات مميزة في جميع المجالات اللغوية: ليس فقط في علم الأصوات، ولكن أيضًا في المفردات، بناء الجمل، التشكل وعلم الهجاء. وتسمى هذه الخصائص الألمانية السويسرية الموحدة Helvetisms. إلى جانب التأثيرات من الألمانية اليمانية، تشمل هذه الخصائص الاستخدام المكثف لكلمات دخيلة من اللغات الرومانسية، وخاصة الفرنسية.

## السويسرية الموحدة الألمانية المكتوبة
الألمانية السويسرية الموحدة (SSG) هي اللغة الرسمية المكتوبة في سويسرا الناطقة بالألمانية. يتم استخدامها في الكتب، وجميع المنشورات الرسمية (بما في ذلك جميع القوانين واللوائح) ، في الصحف،والمطبوعات، ومعظم الإعلانات وغيرها من المطبوعات. يكتب المؤلفون الأدب بشكل أساسي باستخدام الألمانية السويسرية الموحدة؛. SSG يشبه في معظم النواحي الألمانية القياسية في ألمانيا والنمسا. هناك بعض الاختلافات في الهجاء وأبرزها استبدال للألمانية ß مبss. فمثلا:
- Strasse = Straße (ألمانيا) = الشارع